# Wałerij Wysokos
Wałerij Łeontijowycz Wysokos, ukr. Валерій Леонтійович Високос, ros. Валерий Леонтьевич Высокос, Walerij Leontjewicz Wysokos (ur. 13 grudnia 1970 w Mikołajowie) – ukraiński piłkarz, grający na pozycji pomocnika lub obrońcy.

## Kariera piłkarska

### Kariera klubowa
Wychowanek DJuSSz-3 w Mikołajowie, a potem Internatu Sportowego w Kijowie. W 1987 rozpoczął karierę piłkarską w drużynie rezerw Dynama Kijów. Przez wysoką konkurencję nie potrafił przebić się do podstawowego składu Dynama, dlatego w 1990 powrócił do Sudnobudiwnyka Mikołajów, który potem nazywał się Ewis Mikołajów i SK Mikołajów. W kwietniu 1995 odszedł do Polihraftechniki Oleksandria. Potem występował w klubach Metałurh Nikopol, Tytan Armiańsk i Kremiń Krzemieńczuk. Latem 1998 wyjechał do Białorusi, gdzie przez 5 lat bronił barw Sławii Mozyrz zdobywając w niej mistrzostwo Białorusi. W 2003 powrócił do ojczyzny, gdzie grał w klubie Wodnyk Mikołajów. Na początku 2004 przeszedł do Palmiry Odessa, w której zakończył karierę piłkarską.

### Kariera reprezentacyjna
Debiutował w radzieckiej reprezentacji U-16. Występował również w juniorskiej reprezentacji ZSRR U-18.

## Sukcesy i odznaczenia

### Sukcesy klubowe
- mistrz Białorusi: 2000
- wicemistrz Białorusi: 1999
- zdobywca Pucharu Białorusi: 2000
- finalista Pucharu Białorusi: 1999, 2001

### Sukcesy reprezentacyjne
- mistrz świata U-17: 1987